# Хомич Петро Микитович
 Хомич Петро Микитович  (нар. 10 (16) липня 1958, село Кукли, Маневицький район, Волинська область)  — Заслужений працівник культури України, член Національної спілки краєзнавців України, український музеєзнавець, науковець, дослідник, краєзнавець, історик, публіцист. Директор Маневицького краєзнавчого музею з 7 лютого 1986 р., голова Маневицької районної організації Національної спілки краєзнавців України до 2020 р., відповідальний за охорону пам’яток культурної спадщини Маневицької селищної ради, а до 2020 р. Маневицького району.

## Освіта та кар’єра
У 1975 році закінчив 10 класів Куклинської середньої школи. У 1975–1978 навчався в Луцькому культурно-освітньому училищі, здобув спеціальність режисера масових заходів. Після служби в Збройних Силах України очолив Будинок культури села Кукли Маневицького району. У 1986 році перейшов на посаду наукового співробітника Маневицького краєзнавчого музею, а з 1991 року — директор музею. У 2009 році здобув вищу освіту на історичному факультеті Східноєвропейського національного університету імені Лесі Українки, отримав кваліфікацію магістра історії.

## Наукова й музейна діяльність
Серед основних досягнень - організував та провів на Маневиччині і в Маневицькому краєзнавчому музеї 9 міжнародних та 8 всеукраїнських науково історико-краєзнавчих конференцій, зокрема:
- 1992.05.25 - смт.Маневичі, Волинська «Минуле і сучасне Волині та Полісся. Маневичі і маневиччани в контексті 100-літнього ювілею";
- 1997.08.28 - смт.Колки, Волинська «Минуле і сучасне Волині та Полісся. Містечко Колки – важливий духовний осередок Волинського Полісся":
- 2000.05.12 - с.Старий Чорторийськ, Волинська «Минуле і сучасне Волині та Полісся. Край на межі тисячоліть, Чорторийськ – минуле і сьогодення", присвячена 900-річчю Чорторийська)";
- 2000.10.27 - смт.Маневичі, Всеукраїнська «Минуле і сучасне Волині та Полісся. Край на межі тисячоліть, Маневиччина ХХ століття в історії України та Західного Полісся";
- 2000.10.27 – смт.Маневичі. Організував та провів історичну акцію „Маневиччина ХХ століття в подіях, фактах і особистостях; з проведенням зустрічі вихідців Маневиччини;
- 2002.05.08 - с.Четвертня, Всеукраїнська «Минуле і сучасне Волині та Полісся. Четвертня – давнє поселення Волинського  Полісся", присвячена 1000-літтю перших поселень в межах села Четвертня, (висвітленню історії села Четвертня з найдавніших часів до сьогодення, за участю науковців Волині та України);
- 2002.10.24-25 - с.Прилісне, Волинська «Минуле і сучасне Волині та Полісся. Прилісне і його околиці: історія, культура, природа та екологія", (висвітленню історії села Прилісне з найдавніших часів до сьогодення, за участю науковців Волині та України);
- 2004.04.14 - с.Кукли, Волинська «Минуле і сучасне Волині та Полісся. Історія сіл  і міст Західного Полісся. Маневиччина", (висвітленню історії села Кукли та населених пунктів Маневиччини, за участю науковців Волині та України);
- 2006.09.21-22 - смт.Маневичі, с.Троянівка, Міжнародна "Минуле і сучасне Волині та Полісся. Сторінки воєнної історії Маневиччини та Полісся",  присвячена 15-й річниці Незалежності України та 90-й річниці Брусиловського прориву (висвітленню подій Першої світової війни, за участю науковців України, Білорусії та Польщі);
- 2008 – в музеї проведено регіональний семінар - практикум музейних працівників Хмельницької, Рівненської і Волинської областей „Актуальні проблеми діяльності обласних та районних комунальних музеїв в сучасних умовах” за участю працівників міністерства культури і туризму України;
- 2009.03.24-25 р., смт.Маневичі, Міжнародна «Минуле і сучасне Волині та Полісся. Сторінки воєнної історії Маневиччини та Полісся» (України, Польщі);
- 2011.05.13-14 - смт.Маневичі, Міжнародна "Минуле і сучасне Волині та Полісся. Волинське Полісся та Маневиччина в Європейській та Українській історії», присвячена 20-й річниці Незалежності України (висвітленню історії населених пунктів та подій на теренах Маневиччини, за участю науковців України та Польщі та Білорусії);
- 2011 - Розробив наукову концепцію перетворення Маневицького краєзнавчого музею в регіональний Музей Волинського Полісся, яка отримала схвальні відгуки на Волинсько-Рівненській регіональній нараді музейників. Планується створити експозицію просто неба із облаштуванням поліського подвір'я. До музею передаються речі, які вилучаються на митниці, експонати з археологічних розкопок, що стануть окрасою нової експозиції музею Волинського Полісся, який має відтворити той незайманий куточок Волині, де минуле перебуватиме в тісному контакті із сучасним;
- 2011 – м.Дніпропетровськ. Участь в III Всеукраїнському музейному фестивалі, «Маневицький краєзнавчий музей – науково дослідницький туристично-мистецький центр Волинського Полісся»;
- 2011.12.09 - м.Переяслав. Участь в урочистостях з нагоди вручення Премії імені Дмитра Яворницького Національної спілки краєзнавців України 2011 р.;
- 2013.03.06 - Маневиччину відвідали учасники виїзного засідання Президії правління Національної спілки краєзнавців України на чолі з Головою Спілки Олександром Петровичем Реєнтом, а також провідні фахівці у галузі краєзнавства та історичної науки, голови обласних організацій НСКУ, краєзнавчий актив Волинської області;
- 2013.08.21-22 - смт.Маневичі, Міжнародна "Минуле і сучасне Волині та Полісся. З історії єврейської громади Волині», (висвітленню подій Другої світової війни та історії єврейських громад на теренах Маневиччини, за участю науковців України, США, Ізраїлю та Франції);
- 2015.08.02 - Організував підйом унікального 12-метрового Маневицького човна-моноксилу XIII ст.;
- 2015.10.16-21 – м.Дніпро. Участь в IV Всеукраїнському музейному фестивалі, в двох номінаціях «Земля моя – земля моїх батьків» та «Обереги Волинського Полісся»;
- 2015.11.23-25 - Національний музей – заповідник українського гончарства в Опішному. Учасник тренінгу «Перша допомога культурній спадщині в умовах надзвичайних ситуацій: Міжнародні стратегії для України»;
- 2016.03.01 – м.Луцьк. Спільно з студентським науковим товариством «Музейон» провів круглий стіл по обговоренню проблем дослідження, збереження та актуалізації унікальної підводної археологічної знахідки «Маневицького човна»;
- 2016.05.20-21 - смт. Маневичі, Міжнародна «Маневицький човен: перспективи дослідження, збереження, музеєфікації», у якій взяли участь спеціалісти з морської гідрології Балтійського Українського академічного Консорціуму - зокрема науковці Каунського (Литва) університету Вітовта Великого які провели ідентифікацію (сканування) човна, Тарас Певний спеціаліст з гідро археології дослідник проекту Мері Роуз (Франція), науковці університету Клайпеди (Литва) та представники польських університетів. З української сторони спеціалісти з археології історичного факультету Східноєвропейського національного університету імені Лесі Українки, науковці Національного заповідника «Хортиця» та «Волинських старожитностей»;
- 2016.07.05-06 - смт.Маневичі, с.Костюхнівка, Міжнародна «Минуле і сучасне Волині та Полісся. Перша світова війна на Волині та Волинському Поліссі»,100-річчю подій Першої світової війни на Волині та Волинському Поліссі;
- 2017.04.27-28 - смт.Маневичі, Міжнародна «Маневицький човен - моноксил: перспективи дослідження, збереження, музеєфікації»;
- 2017.05.16-17 - смт.Маневичі, Всеукраїнська «Маневицький човен – моноксил: стан зберігання та перспективи дослідження, консервації, реставрації і музеєфікації»;
- 2017.11.03-04 – смт.Маневичі. Міжнародна «Минуле і сучасне Волині та Полісся. Маневицький краєзнавчий музей – осередок історії та культури Волинського Полісся», за участю науковців США, Канади, Ізраїлю, Білорусії, Польщі, України.
- 2015-2018 - Організував та проводив консерваційні роботи над Маневицьким човнои-моноксилом XIII ст.;
- 2020.10.09-10 - смт.Маневичі, Всеукраїнська науково-практична конференція «Маневицький човен: перспективи дослідження, збереження, музеєфікації».
- 2021р. – Розробив наукову концепцію Музею одного експоната — «Маневицький човен-моноксил ХІІІст.»;
- 2021.12.29 – смт.Маневичі, відкриття експозиції музею одного експоната «Маневицький човен-моноксил»;
- 2025.09.26-27 – Маневицький краєзнавчий музей запрошує на проведення Міжнародної науково-практичної конференції «Маневиччина - в історичному та соціокультурному просторі краю» (з міжнародною участю). Тематичні напрямки конференції: «925-річчя першої літописної згадки про Чорторийськ - від давнини до сьогодення», «800-річчя та 10-річчя відкриття знахідки підводної археології «Маневицького човна – моноксила (довбанки) ХІІІст.», «110-а річниця в подіях Першої світової війни на Волинському Поліссі в контексті воєнної історії», «Історія населених пунктів Маневиччини та Волинського Полісся», «Черемський природний заповідник - осередок багатства природи і надії на майбутнє Волинського Полісся», «Історія Маневиччини та Волинського Полісся в дослідженнях молодих краєзнавців».

Під його керівництвом розробляються, реалізовуються та створюються Міжнародні та Всеукраїнські проєкти:
- 2011 - «Маневицький краєзнавчий музей – науково дослідницький туристично-мистецький центр Волинського Полісся» (3 місце на III Всеукраїнському музейному фестивалі, Дніпропетровськ);
- 2015 - «Земля моя – земля моїх батьків» (1 місце на IV Всеукраїнському музейному фестивалі, Дніпро);
- 2016 - «Музей одного експонату “Маневицький човен» (переможець музейної події Волині - 2016);
- 2016 - «Перша світова війна на Волинському Поліссі» (до 100-річчя Першої світової війни);
- 2023 – «Спадок минулого Волинського Полісся «Маневицький човен – моноксил ХІІІст.» та подав до УКФ;
- 2024 - Фото - мистецький «Світлини через Століття», стосується архівних матеріалів Яна Ксьонжека (Краків, РП),  які передадуться музею;
- 2025 - Запроваджений «Маневицькому краєзнавчому музею - 60», адже 5 листопада 2027р. музею виповнюється 60;
- 2025 - В Пам'ять про Воїнів-Батьків які загинули в російсько-українській війні, розпочатий «Все є, але немає Тата»;
- 2025 - Облаштування місця вшанування Пам’яті з встановленням меморіальної дошки в Чорторийську, відомим Особистостям світу, економістам, довгожителям сестрі і брату - Роуз Директор (Фрідман) та Аарон Директор з США, які народилися в Чорторийську та які з батьками емігрували до США в 1913 році.

## Просвітницька та видавнича робота
Автор понад 54 наукових статей які опубліковані в наукових збірниках України, Литви, Польщі, Білорусії та ін. Під його керівництвом Маневицький краєзнавчий музей перетворився на регіональний культурно-освітній, науково-дослідницький центр Волинського Полісся. 
Видавнича робота:
- 2001 – Хомич П. / Інформаційно-рекламне видання «Маневиччина – краса Волинського Полісся». Луцьк. «Медіа», 2001. – 40 С. іл.;
- 2005 – Хомич П. / Науково- краєзнавчий нарис: «Маневиччина – крізь віки». Луцьк. «Медіа», 2005, - 400 С. іл.Ппро історію сіл і селищ Маневиччини;
- 2016 – Хомич П., Златогорський О. / Науковий збірник. «Матеріали круглого столу «Співпраця в справі вивчення та збереження пам’яток і некрополів Першої світової війни як ефективний засіб народної дипломатії». Луцьк – смт. Маневичі. – Луцьк.;
- 2017 – Хомич П.. / Путівник «Маневицький краєзнавчий музей
- 2019 – Хомич П., Валерій Мельник, Степан Войчик. / «Маневиччина: маловідомі факти. Штрихи до краєзнавчого опису району» / Валерій Мельник, Петро Хомич, Степан Войчик. – Луцьк: ТМ Золота стріла – ТМ Волиньполіграф, 2019. – 184 с., 355 іл,

З 70-и проведених на Волині, Петро Микитович ініціатор 9 міжнародних та 8 всеукраїнських науково-практичних конференцій, які відбулися на Маневиччині з історико-краєзнавчої тематики на основі яких видано 8 збірників наукових праць:
- 2002 - Збірник наукових праць.// Минуле і сучасне Волині й Полісся: край на межі тисячоліть. Матеріали Х наукової історико-краєзнавчої конференції, яка відбулася у Старому Чорторийську, Маневичах, Четвертні та Нововолинську в 2000–2002 рр. Луцьк: Надстир’я, 2002. – 292 с. Упорядник Г.В.Бондаренко.
- 2004.04.14 - Збірник наукових праць // Матеріали XIII Волинської наукової історико-краєзнавчої конференції Минуле і сучасне Волині та Полісся. Історія населених пунктів Західного Полісся: Маневиччина. - Маневичі - Кукли, 14 квітня 2004 р. Упорядники Г.Бондаренко, А.Силюк, П.Хомич  –  Луцьк, 2004. – 527 с., іл..
- 2006.09.21-22 - Науковий збірник. //  Минуле і сучасне Волині та Полісся. Сторінки воєнної історії Маневиччини та Полісся. Матеріали ХІХ Волинської обласної науково-практичної історико-краєзнавчої конференції присвяченої 90-річниці Луцького прориву, за участю науковців Білорусії, Польщі і України. 21 – 22 вересня 2006 р.. Вип. 19. м. Луцьк – смт. Маневичі. – Луцьк, 2006. Упоряд. Г.Бондаренко, А.Силюк, П.Хомич – 69 с.; іл.
- 2009.03.24-25 - Науковий збірник // Минуле і сучасне Волині та Полісся. Сторінки воєнної історії Маневиччини та Полісся. Матеріали ХХХ Всеукраїнської науково-практичної історико - краєзнавчої конференції, 24-25 березня 2009 р. - Луцьк, 2009. Вип. 30. м. Луцьк – смт. Маневичі. – Луцьк, 2009. Упоряд. Г.Бондаренко, А.Силюк, П.Хомич – 280 с.; іл.
- 2011.13-14 - Науковий збірник // Минуле і сучасне Волині та Полісся. Волинське Полісся та Маневиччина в європейській і українській історії. Науковий збірник. Випуск 38. Матеріали XXXVIІІ Міжнародної наукової історико-краєзнавчої конференції, смт. Маневичі. Упоряд. А. Силюк, П.Хомич.– Луцьк, 2011. – 317 с., іл.
- 2013.08.22-24 - Науковий збірник // Минуле і сучасне Волині та Полісся. З історії євреїв Волині. Матеріали Міжнародної науково історико – краєзнавчої конференції «Минуле і сучасне Волині та Полісся. смт.Маневичі, 22-24 серпня 2013 р.. - Луцьк, 2013. Упоряд. Г.Бондаренко, А.Силюк, П.Хомич – 280 с.; іл.
- 2016.07.5-6 - Науковий збірник. // Минуле і сучасне Волині та Полісся. Перша світова війна на Волині та Волинському Поліссі. Випуск 58. Матеріали 58 Міжнародної наукової конференції, присвяченої 100-річчю подій Першої світової війни на Волині, смт. Маневичі, 5 - 6 липня 2016 року. Упоряд. Г. Бондаренко, А. Силюк, П. Хомич. – Луцьк, 2016. – 261 С., іл.
- 2021.12.17 - Науковий збірник // Минуле і сучасне Волині та Полісся. Маневиччина, Чарторийськ і Кукли в історії та культурі рідного краю». Випуск 71. Матеріали 71 Всеукраїнської науково – історико – краєзнавчої конференції, смт.Маневичі, 17-18 грудня 2021р. Упоряд.: Г.Бондаренко, А.Силюк, П.Хомич, С.Чибирак. Луцьк, 2021. – 164 С. іл.

Всі видання розраховані на широке коло краєзнавців, науковців, дослідників, освітніх і музейних працівників та широке коло шанувальників минувшини. 
Участь у наукових конференціях: 
Директор музею є автором більше 50 наукових статей, опублікованих у наукових збірниках України, Білорусії, Польщі:
- Хомич П. «З історії окремих населених пунктів Маневицького району. Колки»  Минуле і сучасне Волині й Полісся: край на межі тисячоліть. Матеріали X наукової історико-краєзнавчої конференції у Старому Чорторийську, 2000 р. Збірник наукових праць. - Луцьк, 2002. - С. 64-67.
- Хомич П. «Традиційна побутова культура Маневиччини» (за матеріалами фондів Маневицького краєзнавчого музею). Минуле і сучасне Волині та Полісся: Ковель і Ковельчани в історії України та Волині. Матеріали XІІ Всеукраїнської наукової історико-краєзнавчої конференції. – м.Луцьк, 23-24 жовтня 2003 р. Збірник наукових праць. - Луцьк, Надстир'я 2003. - С. 155-159.
- Хомич П.«Свідки історії поліського краю». Минуле і сучасне Волині та  Полісся: історія міст і сіл Західного Полісся. Маневиччина. Матеріали XIII Волинської наукової історико-краєзнавчої конференції. - Маневичі -Кукли, 14 квітня 2004 р. Збірник наукових праць. - Луцьк, 2004. - С. 194-197.
- Хомич П. «Римо-католицькі костели Маневиччини». Минуле і сучасне Волині та Полісся: історія міст і сіл Західного Полісся. Маневиччина. Матеріали XIII Волинської наукової історико-краєзнавчої конференції. - Маневичі -Кукли, 14 квітня 2004 р. Збірник наукових праць. - Луцьк, 2004. - С. 197-198.
- Хомич П. «Маневичі в Першій світовій війні». Минуле і сучасне Волині та Полісся. Сторінки воєнної історії Маневиччини та Полісся. Науковий збірник. Вип. 19. Матеріали ХІХ Волинської обласної науково-практичної історико-краєзнавчої конференції. 21 – 22 вересня 2006 р. м. Луцьк – смт. Маневичі. – Луцьк, 2006. – С. 25 – 26.
- Хомич П. «Західне Полісся: проблеми збереження історико-культурної спадщини (Пам’ятки історії Першої світової війни)». Матеріали ІІІ-го Міжнародного наукового Конгресу українських істориків «Українська історична наука на шляху творчого поступу». 17-19 травня 2006 р., м. Луцьк.
- Хомич П. «Землі Західного Полісся в геополітиці воюючих сторін (1914-1921 рр.)». Минуле і сучасне Волині та Полісся. Сторінки воєнної історії краю. Матеріали XХХ Всеукраїнської науково-практичної історико-краєзнавчої конференції. – м.Луцьк, 24-25 березня 2009 р. Збірник наукових праць. - Луцьк, 2009. - С. 341-344.
- Хомич П. «За Волю – За Україну». Матеріали Міжнародної наукової конференції «Інтелектуали в кайданах тоталітаризму»,  4-6 листопада 2009 р., м. Краків, Ягелонський університет, Республіка Польща.
- Хомич П. «Волинське Полісся в житті і творчості Лесі Українки (до питання показу в експозиції Музею Волинського Полісся)». Матеріали IV-ї Всеукраїнської науково-практичної конференції, присвяченої 140-річчю від дня народження Лесі Українки та 100-річчю з часу написання драми-феєрії «Лісова пісня 24-25 лютого 2011р., м.Луцьк, с.Колодяжне.
- Хомич П.  «За Волю – За Україну». Минуле і сучасне Волині та Полісся. Волинське Полісся та Маневиччина в Європейській та Українській історії. Матеріали ХХХVІІІ Міжнародної наукової історико-краєзнавчої конференції - смт.Маневичі, 13-14 травня 2011 р. Науковий збірник - Луцьк, 2011. - С. 64-65.
- Хомич П. «Музей Волинського Полісся: наукова концепція і перспективи розвитку». Минуле і сучасне Волині та Полісся. Волинське Полісся та Маневиччина в Європейській та Українській історії. Матеріали ХХХVІІІ Міжнародної наукової історико-краєзнавчої конференції. смт.Маневичі, 13-14 травня 2011 р. Науковий збірник - Луцьк, 2011. - С. 106-113.
- Хомич П. «Розвиток Української революції на Західному Поліссі в період Гетьманату П. Скоропадського та Директорії». Минуле і сучасне Волині та Полісся. Волинське Полісся та Маневиччина в європейській та українській історії. – Матеріали ХХХVІІІ Міжнародної наукової історико-краєзнавчої конференції, смт. Маневичі, 13 – 14 травня 2011 р. – Луцьк, 2011. – С. 271 – 277. (у співавт, А. Шваб).
- Хомич П. «Музей-садиба В. Липинського в туристичній інфраструктурі Волині та Волинського Полісся». Матеріали Міжнародної наукової конференції «Суспільно-політична спадщина Вячеслава Липинського і сучасність». 17-18 квітня 2012 р., с.Затурці, музей Липинського. м.Луцьк, 2012. – С.118-121.
- Хомич П. «Історична пам'ять про першу світову війну на Волинському Поліссі. В межиріччі Стиру та Стоходу».  Воєнна історія України. Волинь та Полісся. Матеріали Всеукраїнської наукової військово-історичної конференції – м.Рівне, 25-26 квітня 2013 р. Науковий збірник. - Рівне, 2013. - С. 250-252.
- Хомич П. «Сліди Першої світової війни на Волинському Поліссі: пам'ятки бойових дій». Минуле і сучасне Волині та Полісся: Ковель і Ковельщина в історії України та Волині. Матеріалb L Всеукраїнської наукової історико-краєзнавчої конференції. – м.Ковель, 12-13 грудня 2013 р. Науковий збірник. - Ковель, 2013. - С. 96-98.
- Хомич П. «Район дій Південно-Західного фронту на Ковельському напрямку у Першу світову війну». Минуле і сучасне Волині та Полісся: Ковель і Ковельщина в історії України та Волині. Матеріали L Всеукраїнської наукової історико-краєзнавчої конференції. – м.Ковель, 11-13 грудня 2013 р. Науковий збірник. - Ковель, 2013. - С. 99-102.
- Хомич П. «Пам’ятки культурної спадщини періоду Першої світової війни на Маневиччині»«Волинь напередодні Першої світової війни».23 жовтня 2013 р., м. Луцьк, науково практична конференція.
- Хомич П. «Маневицький краєзнавчий музей – науково-дослідний центр Маневиччини»  Матеріали LII Всеукраїнської науково історико – краєзнавчої конференції, присвяченої 25-річчю з часу створення Волинської обласної організації Національної спілки краєзнавців України «Минуле і сучасне Волині та Полісся. Розвиток краєзнавства і краєзнавчої освіти на Волині». 20 листопада 2014 р., м.Луцьк.
- Хомич П. «Обереги Волинського Полісся». Минуле і сучасне Волині та Полісся: Сереховичі та Старовижівщина у світовій та українській історії. Матеріали LIII Всеукраїнської наукової історико-краєзнавчої конференції. – смт. Стара Вижівка – с. Сереховичі, 20 травня 2015 р.. Науковий збірник. - Луцьк, 2015.
- Хомич П. «Підводна археологічна знахідка біля с. Старосілля Маневицького району: давній човен – довбанка знайдений під крутим берегом річки Стир». Минуле і сучасне Волині та Полісся: Місто Володимир-Волинський та Побужжя у світовій та українській історії. Успенський собор в історії міста Володимира-Волинського та України. Матеріали LIV Міжнародної наукової історико-краєзнавчої конференції. – 23 жовтня 2015 р., м. Володимир-Волинський. Науковий збірник. - Луцьк, 2015.
- Хомич П. «Большое отступление и позиционные бои осенью 1915 г. на Волыни и Волынском Полесье»  Первая мировая война. Взгляд спустя столетие. 1915 год: доклады и выступления участников V Международной научно-практической конференции. Г.Москва, 26-28 ноября 2015 г.. – М., Изд-во МНЭПУ. 2016. – 820 с., С. – 63-68.
- Хомич П. «Маневицький човен: перспективи дослідження, збереження, музеєфікації». Збірник наукових праць міжнародної науково-практичної конференції «Музеї та реставрація у контексті збереження культурної спадщини: актуальні виклики сьогодення», м. Київ, 9-10 червня 2016р. – С.153-156.
- Хомич П. «Бої під Костюхнівкою легіонерів Пілсудського під час наступу російських військ в межиріччі Стиру і Стоходу» Минуле і сучасне Волині та Полісся: Перша світова війна на Волині. Матеріали LVII-ї Міжнародної наукової конференції. – смт.Маневичі, 5-6 липня 2016 р. Науковий збірник. - Луцьк, 2016. - С. 99-102.
- Хомич П. «Особливості військових дій на Волині у 1916 році». Минуле і сучасне Волині та Полісся: Перша світова війна на Волині. Матеріали LVII-ї Міжнародної наукової конференції. – смт.Маневичі, 5-6 липня 2016 р. Науковий збірник. - Луцьк, 2016. – С. 99-102.
- Хомич П. «Польські Легіони на Волинському Поліссі у 1916 році». Минуле і сучасне Волині та Полісся: Перша світова війна на Волині. Матеріали LVII-ї Міжнародної наукової конференції. – смт.Маневичі, 5-6 липня 2016 р. Науковий збірник. - Луцьк, 2016. - С. 99-102.
- Хомич П. «Періодизація основних подій Першої світової війни 1916 року на ковельському напрямку, території Волині та Волинського Полісся (в межиріччі Стиру і Стоходу)».
- Первая мировая война. Взгляд спустя столетие. 1916 год: доклады и выступления участников VІ Международной научно-практической конференции. Г.Москва, 1-2 декабря 2016 г.. – М., Изд-во МНЭПУ. 2017. – 820 с..
- Хомич П. «Костюхнівка – місце слави польського народу, де здобувалася Незалежність Польщі (про об’єкти культурної спадщини Маневиччинни періоду Першої світової війни)». Матеріали ХІІ Міжнародної зустрічі науковців «Діалог двох культур – 2016». – м.Кременець, 5-6 вересня 2016 р. Науковий збірник. - Кременець, 2016. - С. 99-102.
- Хомич П. «Актуальні виклики сучасності в збереженні нововиявлених пам’яток та дослідженні унікальної пам’ятки України та Європи – Маневицького човна»  Матеріали ІІ-ї Міжнародної історико-краєзнавчої конференції «Наукові студії М.І.Сікорського». м.Переяслав-Хмельницький, 18 жовтня 2016р.
- Хомич П. «Маневицький човен – стан та перспективи збереження, консервації, реставрації, музеєфікації та дослідження унікальної пам’ятки України та Європи – Маневицького човна». Матеріали Всеукраїнської науково-практичної конференції “Етнокультурні особливості уражених радіацією територій Західного Полісся (за матеріалами Маневицького р-ну Волинської області)”. М.Київ, 3 листопада 2016р.
- Хомич П. «Військові формування періоду Першої світової війни, доби Гетьманату та Директорії УНР на території Волині та Волинського Полісся»  Матеріали Міжнародної наукової конференції «Відродження Українського війська: сучасність та історична ретроспектива», 21 листопада 2016 р., м.Київ, в Національному університеті оборони України імені Івана Черняховського.
- Хомич П. «Випадкова знахідка човна-довбанки на річці Стир біля села Старосілля на Волині».  Археологічні відкриття в Україні 2015 рік.: Збірка наукових праць. – К.2016.
- Хомич П. «Випадкова  знахідка моноксила доби пізнього середньовіччя на річці Стир». Нові дослідження пам'яток козацької доби в Україні. Вип. 25. – К.2016.
- Хомич П. «Пам’ятка суднобудування басейну річки Стир човен-довбанка доби пізнього середньовіччя, знайдений біля с.Старосілля». Старий Луцьк. Науково-інформаційний збірник. Вип.12 –.Луцьк, ФОП Сікачова В.А. 2016. –  С.313-320.
- Хомич П. «Герой України Андрій Снітко «Хома» - учасник війни на Донбасі». Матеріали Другої Всеукраїнської наукової військово-історичної конференції «Війна на Донбасі. 2014-2016 рр.», 20 квітня 2017року, м.Київ, Національний військово-історичний музей.
- Хомич П. «Маневицький човен-моноксил (довбанка)  перспективи дослідження, збереження, консервації, реставрації, музеєфікації». Матеріали міжнародної наукової конференції «Археологічні знахідки в центральній частині східної Польщі, Західній Україні та Білорусії в 2016 році». 20 – 21 квітня 2017 року, м.Люблін, Республіка Польща, інститут археології Університету Марїї Кюрі-Склодовської міста Любліна.
- Хомич П. «Маневицький човен-моноксил–об’єкт культурної спадщини європейського значення». Матеріали першого Всеукраїнського Музейного Форуму та науково-практичної конференції 3-5 липня 2017 року, м.Переяслав –Хмельницький, ПП «СКД», 2017. – С. 326 – 330.
- Хомич П. «Події на Ківерцівщині одного дня – 4 червня (22 травня) 1916 року під час Луцької наступальної операції на Волині в Першій світовій війні». Минуле і сучасне Волині та Полісся: Ківерцівщина та Олика в історії України та Волині. Матеріали LXII науково-практичної конференції. – м. Ківерці – смт. Олика, 22 вересня 2017 року,. Упоряд. Г.Бондаренко, С.Войчик, А.Силюк.  – Луцьк, 2017. – 527 с., іл.. – С. 258 – 263.
- Хомич П. «Маневицька трагедія – масова трагедія знищення єврейського населення на Волинському Поліссі». Минуле і сучасне Волині та Полісся: Камінь-Каширський район в історії України та Волині. Матеріали LXIV науково-практичної конференції. – м.Камінь-Каширський, 6 грудня 2017 р.. Науковий збірник. - Луцьк, 2017. - С. 187-190.
- Хомич П. «Волинське Полісся під час першої світової війни. Бойові дії 1915 – поч.1916 рр.». Науковий вісник СНУ №6.
- Хомич П. 2018.06. 27-29 р., Грубешів, РП, взяв участь у Міжнародній науковій конференції «Річки, які з'єднуються, річки, що розділяються. Водна мережа Центральної та Східної Європи та її значення в середні віки. У тисячолітті Перемога Хробрі в битві за Буг», та виступив з статтею «Нововиявлені пам’ятки підводної археології Волинського Полісся».
- Хомич П. «Бойові дії на Волинському Поліссі під час Першої світової війни». Науковий вісник СНУ №7.
- Хомич П., м. Київ, «Музей одного експоната «Маневицький човен – моноксил 1223 – 1256рр.» - історія створення та перспективи».
- Хомич П., м. Люблін РП, «Дослідження, збереження та популяризація, пам’ятки підводної археології Волинського Полісся “Маневицького човна-моноксила 1223-1256рр..”.
- Хомич П., м.Луцьк, «Маневицький краєзнавчий музей: історія та перспективи».
- Хомич П., м. Ужгород, «Музей одного експоната «Маневицький човен – моноксил 1223-1256р.».
- Хомич П, м.Луцьк, «Події Першої світової війни на Волинському Поліссі – від Стиру до Стоходу».
- Хомич П, м.Луцьк, «Пам’ятки культурної спадщини Першої світової війни на теренах Волинського Полісся».
- Хомич П. «Історичне краєзнавство та внесок Маневицького краєзнавчого музею у вивченні минулого і сучасного Волині та Полісся», м,Луцьк.
- Хомич П. «Князі Чарторійські в Великому Князівстві Литовському».
- Хомич П. «Подальше збереження та консервування Маневицького човна – моноксила (довбанки), та шляхи подолання негативних проявів».

Участь у наукових семінарах:
- 2010 – м.Луцьк. Підвищив кваліфікацію за програмою тематичного семінару «Сільський зелений туризм як підприємницька діяльність»;
- 2010.06.07–12 – м.Херсон. Участь в навчальній поїздці – семінарі в Херсонській області «Соціально – економічний розвиток Українського Полісся»;
- 2011.05.13-14 - м.Луцьк. Дводенний обласний семінар – практикум музейних працівників на тему «Актуальні питання музейної роботи»;
- 2013.06.20-22 – м.Чернігів. Підвищив кваліфікацію за програмою тематичного короткострокового семінару «Сільський туризм як підприємницька діяльність»;
- 2013.09.17-18 - Міжнародна конференція «Наша спадщина – наші музеї». Польсько – український семінар музеїв регіонів – партнерів Лодзького воєводства – «Презентація Маневицького краєзнавчого музею»;
- 2015.05.29 - м.Київ. Міжнародний відкритий семінар «Спокуса пропаганди та масові вбивства в Україні у ХХ столітті – на початку ХХІ століття»;
- 2015.06.01-02 - м.Львів. «Усунення архітектурних бар’єрів в туристичних об’єктах і пристосування їх для неповносправних осіб»;
- 2015.09.17-21 - м.Красностав (Польща). В рамках транскордонного проекту «Через кордони без бар’єрів – інтеграція неповносправних осіб через туризм і культуру», взяв участь у семінарі по допомозі у вирішенні проблем з надання послуг музеїв для людей з інвалідністю;
- 2017.03.24-25 - м.Львів. Навчальний семінар «Нові акценти музейництва», «Маневицький краєзнавчий музей – науково-дослідницький туристично-екскурсійний центр Волинського Полісся»;
- 2017.05.16 – Маневицький краєзнавчий музей. Провів навчальний семінар «Організація роботи шкільних музеїв в сучасних умовах», з виступом «Актуальні завдання шкільних музеїв району»;
- 2024.09.05 - м.Київ. Участь в республіканському семінарі збереження матеріальної та нематеріальної культурної спадщини «Від збереження до повоєнного відновлення»;
- 2024.11.20 - м.Луцьк, участь в обласному семінарі-практикумі «російсько-українська війна та політика пам’яті: меморалізація та музеєфікація»;

Підготовлено до друку: Монографію «Перша світова війна на Волинському Поліссі від Стиру до Стоходу»; Історичний нарис «Літописний Чорторийськ»; Краєзнавчий нарис «Маневичі». 
2024.05.27-29 – м.Берлін (Німеччина). Завдячуючи платформі OBMIN був учасником Міжнародної конференції "Від кризи до майбутнього: нові обов'язки музеїв в Україні", де презентував Маневицький краєзнавчий музей і Волинське Полісся; 
2024.11.03-06 – м.Варшава (Польща). Учасник Міжнародної конференції “Заповнення сліпих плям: Нові наративи та роль музеїв у відновленні України». Організатор Фундація OBMIN на якій відбулося обговорення нових наративів для музеїв в Україні, обміну досвідом та ідеями щодо актуальних викликів і можливостей для музейної спільноти.
2025.06.26-27 – м.Варшава (Польща). Завдяки фундації #Obmin став учасником Міжнародної конференції «Стійкість. Відновлення. Майбутнє: Культура у відновленні України». На конференції були представники урядів держав і міжнародних культурних інституцій які сприяють розвитку, визначенню ролі і значенню музейної галузі у відновленні України!
Маневицький краєзнавчий музей з 24 лютого 2022р. не припинив своєї роботи, а вивчає, документує та комплектує музейні фонди: 
- 2023 - Започаткований проєкт «Літопис Маневиччини: Хроніки боротьби у Великій Визвольній війні України». Головна мета проєкту – збереження, поповнення, дослідження та представлення музейної колекції про російсько-українську війну;
- 2024 - Відкрита постійно діюча експозиція «Сучасні Герої твої Україно» - вшанування загиблих мешканців Маневицької громади у сучасній російсько-українській війні;
- 2024.05.18 - Започаткований мистецький проєкт «Рушник ПАМ'ЯТІ», це власноручне вишивання матір’ю (рідними) імені та прізвища свого загиблого сина на спільному рушнику. Вишитий рушник згодом стане цінним експонатом музею, нагадуючи майбутнім поколінням про трагічні події та героїзм захисників України. Вже вишито 62 імені, починаючи з першого загиблого воїна та Героя України Андрія Снітка.

Протягом 2023-2024рр. під керівництвом Петра Хомича відкриті постійно діючі виставки: «Сучасні Герої – Твої Україно!»; «Жителі Маневиччини – воїни ЗСУ»; «Прапори – Свободи, Честі і Мужності»;  «Сила Нескорених»; «Волонтери Добра та Благодійності»; «Кожен із нас – воїн»; Пересувна виставка «Жителі Маневиччини – Герої Великої війни України»; Тимчасова виставка понівечених автомобілей «1000 днів Незламності України»;
Петром Хомичом, вже розробляється тематико – структурний та експозиційний план створення новітньої експозиції про російсько-українську війну, адже після Перемоги, в одному із залів музею планується встановити композицію «Дзвони Пам’яті», меморіальну Стелу Пам’яті “Землякам - захисникам України» та мультимедійну «Книгу Пам’яті» на якій будуть розмішені фото загиблих під час російсько-української війни жителів Маневиччини в якій буде вказана інформація про кожного з них. 
Під керівництвом Петра Хомича Маневицький краєзнавчий музей став туристично-екскурсійним центром: розробляються маршрути, проводяться прес-тури. Зокрема: «Перша світова війна: від Стиру до Стоходу»; «Водні плеса Маневиччини»; «Маршрут вихідного дня» (з 2009 року).
Автор численних путівників і буклетів: «Із глибини віків», «Маневицький краєзнавчий музей», «Маневиччина туристична», «Відпочинок у поліському селі», «Маневиччина – краса Волинського Полісся», «Водні плеса Маневиччини», «Духовні скарби Маневиччини» і т.д.. Петро Микитович та працівники музею роблять усе, щоб віднайти, зберегти, вивчити і презентувати пам'ятки минулого рідного Волинського Полісся.

## Відзнаки та дипломи
Відзнаки:
- 2008.12.18 – м.Луцьк. Відповідно до розпорядження голови Волинської облдержадміністрації Петру Хомичу, присуджена обласна іменна премія в галузі літератури, культури та мистецтва Волині 2008р., в номінації імені Миколи Куделі - за багаторічну плідну самовіддану працю, вагомий особистий внесок у розвиток краєзнавства, музейної і пам’яткоохоронної справи та велику культурно – просвітницьку діяльність, здійснення видавничого проекту «Маневиччина – крізь віки: науково – краєзнавчий нарис». (2005 р.);
- 2016.10.11 — м.Київ, Рішенням Президії правління Національної спілки краєзнавців України присуджено Премію імені Героя України Михайла Сікорського НСКУ.
- 2018.11.09 – Указом Президента України від 9.11.2018р. №362/2018 присвоєно почесне звання «Заслужений працівник культури України».

Дипломи:
- 2006 - «Міжнародного благодійного фонду «Україна 3000»;
- 2006 - Всеукраїнського музейного фестивалю „Музей третього тисячоліття”;
- 2007 - Українсько - голандського проекту „Матра - музеї України”;
- 2008 - лауреата Другого Всеукраїнського музейного фестивалю „Музеї у сучасному полі етнічному світі” -  «За активну позицію у музейній справі»;
- 2015.09.16-21 – м.Дніпропетровськ. Проєкт «Земля моя – земля моїх батьків» зайняв Перше місце та нагороджений дипломом Переможця. У конкурсі «Музейна експозиція», а за міні експозицію «Обереги Волинського Полісся» музей нагороджений дипломом переможця спеціальні нагороди;
- 2016.10.18 - м.Переяслав Хмельницький. Вручено диплом лауреата Премії імені Героя України Михайла Сікорського НСКУ 2016р..

Нагороджений численними грамотами Верховної ради України, Міністерства культури України, Національної спілки краєзнавців України, Волинських обласних та Маневицьких районних рад та адміністрацій, . За багаторічну подвижницьку роботу неодноразово відзначався Почесними грамотами та подяками Верховної ради України, Міністерства культури і туризму України, Національної спілки краєзнавців України, Волинської обласної, Маневицької районної рад та держадміністрацій, управління культури і туризму облдержадміністрації. Серед нагород – орден  Почаївської Ікони Пресвятої Богородиці та орден Святителя Миколая Чудотворця, Грамота Волинської Єпархії.